# Vacherin fribourgeois
Il Vacherin fribourgeois è un formaggio svizzero del canton Friburgo.
L'ingrediente base di questo formaggio è il latte di vacca pastorizzato ed è un formaggio a pasta molle con una percentuale di materia grassa pari al 28%. Il prodotto finito ha un peso tra i 5 e i 9 kg, un diametro di 40 cm e un'altezza dai 6 ai 9 cm.
Presenta un leggero odore di resina e un sapore acidulo, nocciolato.
Il periodo ottimale di degustazione va dal mese di ottobre, a quello di marzo, dopo una stagionatura che va dalle 5 alle 7 settimane.
Generalmente utilizzato in Svizzera per la preparazione della fondue moitié-moitié (fonduta svizzera) e della fondue fribourgeoise. 
Una ricetta tradizionale svizzera consiste nel passare al forno la forma di formaggio intera innaffiata di vino bianco fino all'assorbimento totale. Dopodiché il formaggio fuso viene consumato intingendoci delle patate lessate con la buccia.
Beneficia dell'AOP (equivalente della Denominazione di Origine Protetta) 17 maggio 2013, mentre "Vacherin Fribourgeois" è un marchio registrato.